# Los Cumons
Los Cumons és un indret i partida del terme municipal de Castell de Mur, dins de l'antic terme de Mur, al Pallars Jussà.
Està situat a la mateixa carena on es troba la Casa Cumons, al seu sud-est i més enlairat. És al nord-est de la Serra del Coscó, a sota i al nord del Corral de la Plana.